# Richard M. Simpson

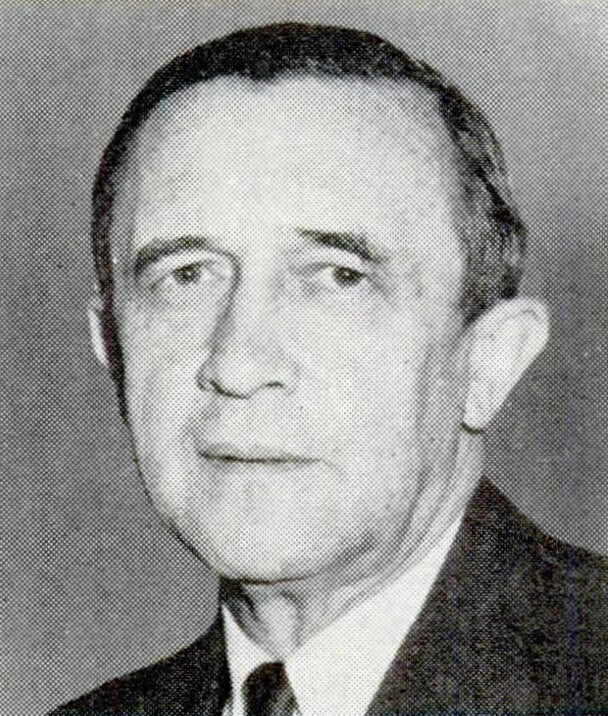
Richard M. Simpson (1959)

Richard Murray Simpson (* 30. August 1900 in Huntingdon, Pennsylvania; † 7. Januar 1960 in Bethesda, Maryland) war ein US-amerikanischer Politiker. Zwischen 1937 und 1960 vertrat er den Bundesstaat Pennsylvania im US-Repräsentantenhaus.

## Werdegang
Richard Simpson besuchte die öffentlichen Schulen seiner Heimat und danach bis 1923 die University of Pittsburgh. Später studierte er auch noch an der Georgetown Law School in Washington, D.C. Es ist aber nicht überliefert, ob er jemals als Jurist praktiziert hat. Während des Ersten Weltkrieges diente er in einer Panzereinheit der US Army. Zwischen 1923 und 1937 arbeitete Simpson in der Versicherungsbranche. Politisch wurde er Mitglied der Republikanischen Partei. Von 1935 bis 1937 saß er als Abgeordneter im Repräsentantenhaus von Pennsylvania.
Nach dem Tod des Abgeordneten Benjamin K. Focht wurde Simpson bei der fälligen Nachwahl für den 18. Sitz von Pennsylvania als dessen Nachfolger in das US-Repräsentantenhaus in Washington gewählt, wo er am 11. Mai 1937 sein neues Mandat antrat. Nach zehn Wiederwahlen konnte er bis zu seinem Tod am 7. Januar 1960 im Kongress verbleiben. Von 1945 bis 1953 vertrat er dort den 17. und danach wieder den 18. Wahlbezirk seines Staates. Bis 1941 wurden die letzten New-Deal-Gesetze der Roosevelt-Regierung verabschiedet, denen Simpsons Partei eher ablehnend gegenüberstand. Seit 1941 war auch die Arbeit des Kongresses von den Ereignissen des Zweiten Weltkrieges geprägt. Richard Simpson erlebte auch den Beginn des Kalten Krieges, den Koreakrieg und innenpolitisch den Anfang der Bürgerrechtsbewegung als Kongressabgeordneter. Er starb am 7. Januar 1960 in Bethesda und wurde in Huntingdon beigesetzt.